# Momodou Loum
Momodou Loum (* 25. Januar 1976) ist ein ehemaliger gambischer Fußballspieler. 
Ab Mitte der 1990er-Jahre spielte der Verteidiger in Schweden. Zunächst stand er unter Reine Almqvist beim Helsingborgs IF in der ersten Liga unter Vertrag und später viele Jahre beim drittklassigen Helsingborger Verein Högaborgs BK, bei dem auch Henrik Larsson einige Jahre vorher seine Karriere begann. Im Jahr 2006 wechselte er über den Öresund ins dänische Helsingør zum neu gegründeten Elite 3000 Fodbold. Außerdem spielt er in den 1990er- und 2000er-Jahren mindestens zehnmal für die gambische Fußballnationalmannschaft.